# Dino Hotić
Dino Hotić, né le 26 juillet 1995 à Ljubljana en Slovénie, est un footballeur international bosnien qui joue au poste d'ailier droit à l'Ajman Club.

## Biographie

### En club
Lors de la saison 2017-2018, il participe à la phase de groupe de la Ligue des champions avec l'équipe du NK Maribor (cinq matchs joués).
Lors de la saison 2018-2019, il inscrit neuf buts dans le championnat de Slovénie. Il est l'auteur de deux doublés cette saison là, face au Rudar Velenje.
Le 19 janvier 2020, il joue son premier match en première division belge, lors de la réception du club du Royal Antwerp (défaite 1-2). Le 8 février de la même année, il inscrit son premier but dans ce championnat, lors de la réception du KV Malines (victoire 3-2).

### En équipe nationale
Avec l'équipe de Slovénie des moins de 17 ans, il participe au championnat d'Europe des moins de 17 ans en 2012. Lors de cette compétition organisée dans son pays natal, il joue trois matchs. Il se met en évidence en délivrant une passe décisive lors du dernier match de poule contre la Belgique. Avec un bilan d'un nul et deux défaites, la Slovénie ne parvient pas à dépasser le premier tour du tournoi.
Dino Hotić inscrit par la suite quatre buts avec l'équipe de Slovénie espoirs. Le 8 septembre 2014, lors de la première sélection avec les espoirs, il se met en évidence en étant l'auteur d'un doublé face à l'Estonie. Ce match gagné sur le large score de 1-7 rentre dans le cadre des éliminatoires de l'Euro espoirs 2015. Il marque ensuite en 2015 deux autres buts, contre la Lituanie et la Serbie, lors des éliminatoires de l'Euro espoirs 2017.
Le 12 octobre 2019, il figure pour la première fois sur le banc des remplaçants de l'équipe de Bosnie-Herzégovine, mais sans entrer en jeu, lors d'un match contre la Finlande. Ce match gagné 4-1 rentre dans le cadre des éliminatoires de l'Euro 2020. Il joue finalement son premier match en équipe de Bosnie le 18 novembre 2019, contre le Liechtenstein. Ce match gagné 0-3 rentre dans le cadre des éliminatoires de l'Euro 2020.

## Statistiques
| Saison                | Club                  | Championnat           | Championnat | Championnat | Championnat | Coupe(s) nationale(s) | Coupe(s) nationale(s) | Coupe(s) nationale(s) | Compétition(s) continentale(s) | Compétition(s) continentale(s) | Compétition(s) continentale(s) | Compétition(s) continentale(s) | Autres compétitions | Autres compétitions | Autres compétitions | Autres compétitions | Bosnie-Herzégovine | Bosnie-Herzégovine | Bosnie-Herzégovine | Total | Total | Total |
| Saison                | Club                  | Division              | M.          | B.          | P.d.        | M.                    | B.                    | P.d.                  | Comp.                          | M.                             | B.                             | P.d.                           | Comp.               | M.                  | B.                  | P.d.                | M.                 | B.                 | P.d.               | M.    | B.    | P.d.  |
| 2012-2013             | NK Maribor            | Prva Liga             | 3           | 0           | 0           | 0                     | 0                     | 0                     | C1                             | -                              | -                              | -                              | -                   | -                   | -                   | -                   | -                  | -                  | -                  | 3     | 0     | 0     |
| 2013-2014             | NK Maribor            | Prva Liga             | 3           | 0           | 1           | 2                     | 0                     | 1                     | C1                             | -                              | -                              | -                              | -                   | -                   | -                   | -                   | -                  | -                  | -                  | 5     | 0     | 2     |
| 2014-2015             | NK Maribor            | Prva Liga             | 4           | 0           | 1           | 1                     | 0                     | 0                     | C1                             | 0                              | 0                              | 0                              | -                   | -                   | -                   | -                   | -                  | -                  | -                  | 5     | 0     | 1     |
| 2015-2016             | NK Maribor            | Prva Liga             | 4           | 0           | 0           | 1                     | 0                     | 0                     | C1                             | -                              | -                              | -                              | -                   | -                   | -                   | -                   | -                  | -                  | -                  | 5     | 0     | 0     |
| 2016-2017             | NK Maribor            | Prva Liga             | 28          | 2           | 4           | 3                     | 1                     | 0                     | C3                             | 3                              | 0                              | 0                              | -                   | -                   | -                   | -                   | -                  | -                  | -                  | 34    | 3     | 4     |
| 2017-2018             | NK Maribor            | Prva Liga             | 30          | 4           | 10          | 2                     | 0                     | 0                     | C1                             | 10                             | 0                              | 0                              | -                   | -                   | -                   | -                   | -                  | -                  | -                  | 42    | 4     | 10    |
| 2018-2019             | NK Maribor            | Prva Liga             | 29          | 9           | 6           | 5                     | 1                     | 0                     | C3                             | 5                              | 0                              | 1                              | -                   | -                   | -                   | -                   | -                  | -                  | -                  | 39    | 10    | 7     |
| 2019-2020             | NK Maribor            | Prva Liga             | 19          | 4           | 7           | 0                     | 0                     | 0                     | C1+C3                          | 6+1                            | 1+0                            | 3+0                            | -                   | -                   | -                   | -                   | 1                  | 0                  | 0                  | 27    | 5     | 10    |
| Sous-total            | Sous-total            | Sous-total            | 120         | 19          | 29          | 14                    | 2                     | 1                     | -                              | 25                             | 1                              | 4                              | -                   | -                   | -                   | -                   | 1                  | 0                  | 0                  | 160   | 22    | 34    |
| 2013-2014             | NK Veržej (en) (prêt) | Druga Liga (en)       | 17          | 8           | 0           | -                     | -                     | -                     | -                              | -                              | -                              | -                              | -                   | -                   | -                   | -                   | -                  | -                  | -                  | 17    | 8     | 0     |
| 2015-2016             | NK Krško (prêt)       | PrvaLiga              | 12          | 1           | 2           | -                     | -                     | -                     | -                              | -                              | -                              | -                              | -                   | -                   | -                   | -                   | -                  | -                  | -                  | 12    | 1     | 2     |
| Sous-total            | Sous-total            | Sous-total            | 29          | 9           | 2           | -                     | -                     | -                     | -                              | -                              | -                              | -                              | -                   | -                   | -                   | -                   | -                  | -                  | -                  | 29    | 9     | 2     |
| 2019-2020             | Cercle Bruges KSV     | Division 1A           | 7           | 1           | 0           | -                     | -                     | -                     | -                              | -                              | -                              | -                              | -                   | -                   | -                   | -                   | -                  | -                  | -                  | 7     | 1     | 0     |
| 2020-2021             | Cercle Bruges KSV     | Division 1A           | 32          | 4           | 3           | 2                     | 1                     | 0                     | -                              | -                              | -                              | -                              | -                   | -                   | -                   | -                   | 1                  | 0                  | 0                  | 35    | 5     | 3     |
| 2021-2022             | Cercle Bruges KSV     | Division 1A           | 33          | 7           | 11          | 2                     | 0                     | 0                     | -                              | -                              | -                              | -                              | -                   | -                   | -                   | -                   | 2                  | 0                  | 0                  | 37    | 7     | 11    |
| 2022-2023             | Cercle Bruges KSV     | Division 1A           | 34          | 5           | 1           | 2                     | 0                     | 1                     | -                              | -                              | -                              | -                              | PO2                 | 6                   | 0                   | 0                   | -                  | -                  | -                  | 42    | 5     | 2     |
| Sous-total            | Sous-total            | Sous-total            | 106         | 17          | 15          | 6                     | 1                     | 1                     | -                              | -                              | -                              | -                              | -                   | 6                   | 0                   | 0                   | 3                  | 0                  | 0                  | 121   | 18    | 16    |
| 2023-2024             | Lech Poznan           | Ekstraklasa           | -           | -           | -           | -                     | -                     | -                     | C4                             | -                              | -                              | -                              | -                   | -                   | -                   | -                   | -                  | -                  | -                  | 0     | 0     | 0     |
| Total sur la carrière | Total sur la carrière | Total sur la carrière | 255         | 45          | 46          | 20                    | 3                     | 2                     | -                              | 25                             | 1                              | 4                              | -                   | 6                   | 0                   | 0                   | 4                  | 0                  | 0                  | 310   | 49    | 52    |

### Liste des matches internationaux
| Matches internationaux de Dino Hotić | Matches internationaux de Dino Hotić | Matches internationaux de Dino Hotić         | Matches internationaux de Dino Hotić | Matches internationaux de Dino Hotić | Matches internationaux de Dino Hotić  | Matches internationaux de Dino Hotić                                 |
|                                      | Date                                 | Lieu                                         | Adversaire                           | Résultat                             | Compétition                           | Notes                                                                |
| ------------------------------------ | ------------------------------------ | -------------------------------------------- | ------------------------------------ | ------------------------------------ | ------------------------------------- | -------------------------------------------------------------------- |
| 1.                                   | 18 novembre 2019                     | Rheinpark Stadion, Vaduz, Liechtenstein      | Liechtenstein                        | 0 - 3                                | Éliminatoires Euro 2020               | Entré en jeu à la place de Haris Duljević à la 46e minute de jeu.    |
| 2.                                   | 8 octobre 2020                       | Stade Grbavica, Sarajevo, Bosnie-Herzégovine | Irlande du Nord                      | 1 - 1 (3 tab à 4)                    | Éliminatoires Euro 2020               | Entré en jeu à la place de Rade Krunić à la 88e minute de jeu.       |
| 3.                                   | 4 juin 2022                          | Stade olympique, Helsinki, Finlande          | Finlande                             | 1 - 1                                | Ligue des nations de l'UEFA 2022-2023 | Entré en jeu à la place de Jusuf Gazibegović à la 67e minute de jeu. |
| 4.                                   | 11 juin 2022                         | Stade Pod Goricom, Podgorica, Monténégro     | Monténégro                           | 1 - 1                                | Ligue des nations de l'UEFA 2022-2023 | Titulaire, remplacé par Luka Menalo (en) à la 46e minute de jeu.     |

## Palmarès
- Champion de Slovénie en 2013, 2014, 2015, 2017, 2018 et 2019 avec le NK Maribor
- Vice-champion de Slovénie en 2016 avec le NK Maribor
- Finaliste de la Coupe de Slovénie en 2019 avec le NK Maribor